# Physochlaina macrocalyx
Physochlaina macrocalyx ist eine Pflanzenart aus der Gattung der Physochlaina in der Familie der Nachtschattengewächse (Solanaceae).

## Beschreibung
Physochlaina macrocalyx ist eine 30 bis 60 cm hohe, krautige Pflanze. Die Laubblätter besitzen eine fast spießförmige oder fast dreieckige Basis, die sich gelegentlich auch in den rinnigen Blattstiel verjüngt. Die seitlichen Winkel sind manchmal ausgedehnt. Der Kelch der Blüten ist größer als 6 × 5 mm, röhrenförmig, nie urnenförmig und am oberen Ende nicht eingeschnürt. Die Krone ist gelb gefärbt und weist keine violette Tönung auf. Sie ist glockenförmig und allmählich zu einer Röhre verjüngt.

## Verbreitung
Die Art kommt nur in der chinesischen Provinz Xizang vor, ist dort aber sehr selten.